# 煩悶
| ウィキペディアには「煩悶」という見出しの百科事典記事はありません（タイトルに「煩悶」を含むページの一覧/「煩悶」で始まるページの一覧）。 代わりにウィクショナリーのページ「煩悶」が役に立つかもしれません。 |